# Eurypanopeus hyperconvexus
Eurypanopeus hyperconvexus är en kräftdjursart som beskrevs av Garth 1986. Eurypanopeus hyperconvexus ingår i släktet Eurypanopeus och familjen Panopeidae. Inga underarter finns listade i Catalogue of Life.